# Campanula cochleariifolia
Campanula cochleariifolia — вид квіткових рослин з родини окружкових (Apiaceae). Ареал: Албанія, Австрія, Болгарія, Словаччина, Франція, Німеччина, Італія, Польща, Румунія, Іспанія, Швейцарія, Боснія і Герцеговина, Хорватія, Чорногорія, Словенія; інтродукований до Норвегії.

## Середовище
Зростає на скелях і осипах, частіше на вапняках, але не уникає силікатних субстратів, в діапазоні від гірських до альпійських, до висоти 3000 метрів над рівнем моря

## Біоморфологічний опис
Трав'яниста багаторічна рослина з численними підземними пагонами 5–15 см заввишки. Стебло висхідне, листки в розетці, черешкові, від яйцеподібних до серцеподібно-округлих, зубчасті, стеблові листки ланцетні, пилчасті, сидячі. Квітки в нещільних китицях або поодинокі. Віночок дзвониковий, 10–18 мм завдовжки, синій, іноді білий. Плід — конічна коробочка. Цвіте з червня по вересень.